# Бердин, Михаил Андреевич
Михаи́л Андре́евич Бе́рдин (род. 1 марта 1998, Уфа) — российский хоккеист, вратарь хоккейного клуба Ак Барс.

## Биография
Родители — волейболисты. Начинал играть в «Салавате Юлаеве» Уфа, но ушёл оттуда с конфликтом. В 14 лет чуть не оказался в ярославском «Локомотиве», но перешёл в «Витязь» Подольск. Сам Бердин не считает себя воспитанником «Салавата Юлаева» — я мечтал играть в КХЛ, […] всю карьеру провести в «Салавате», но когда мне сказали: «Мальчик, ты здесь больше никому не нужен, твой предел — ВХЛ», — я просто сломался.
В Молодёжной хоккейной лиге играл за «Алмаз» Череповец (2014/15) и сборную России до 18 лет (2015/16). На драфте НХЛ 2016 года был выбран в 6-м раунде под общим 157-м номером командой «Виннипег Джетс». В мае 2018 года подписал с клубом трёхлетний контракт. Выступал за фарм-клубы «Су-Фолс Стэмпид» в USHL (2016/17, 2017/18), «Манитоба Мус» (АХЛ, 2018/19, 2019/20), «Джэксонвилл Айсмен» (ECHL, 2018/19).
В январе 2017 года «Северсталь» отдала права на Бердина в ЦСКА в обмен на денежную компенсацию, так как не видела в нём потенциального игрока основной команды. Из-за неопределённости с началом сезона в НХЛ и АХЛ в связи с пандемией COVID-19 в июне 2020 года оказался в клубе КХЛ «Сочи», где спортивным директором работал гражданский муж его матери Андрей Зюзин. Права были выменяны у ЦСКА за Ивана Просветова, но контракт подписан не был. 15 сентября петербургский СКА объявил об обмене Бердина на шведского нападающего Оскара Стена. Дебютировал в КХЛ 23 сентября 2020 года в домашнем матче против «Сибири» (1:4). 15 декабря расторг контракт с командой, права на хоккеиста перешли клубу «Сочи» в обмен на денежную компенсацию, 17 декабря подписал новый двухлетний контракт с «Джетс», но сезон провёл в фарм-клубе. 8 мая 2024 года был обменян в «Авангард». 
Летом 2025 года подписал однолетний контракт с казанским «Ак Барсом». 
Был в составе сборной на юниорском чемпионате мира 2015 и молодёжном чемпионате мира 2018, но на площадку не выходил. Выиграл зимний Европейский юношеский Олимпийский фестиваль 2015 с юношеской сборной (до 17 лет).

## Статистика
В КХЛ сыграл 83 матча, % отраженных бросков 91.2, коэффициент надежности 3.15.
В АХЛ провёл 127 игр, % отраженных бросков 90.8, коэффициент надежности 2.67.
В МХЛ провёл 35 игр, % отраженных бросков 91.1, коэффициент надежности 2.46.

## Личная жизнь
Есть младший брат Захар. Старший брат Никита 1992 г. р.
Женился летом 2020 года.